# NGC 878
NGC 878 ist eine Spiralgalaxie vom Hubble-Typ Sa im Sternbild Walfisch südlich des Himmelsäquators. Sie ist schätzungsweise 504 Millionen Lichtjahre von der Milchstraße entfernt und hat einen Durchmesser von etwa 120.000 Lj.

Im selben Himmelsareal befinden sich u. a. die Galaxien NGC 874 und NGC 892.
Das Objekt wurde im Jahr 1886 von Francis Preserved Leavenworth entdeckt.